# Samoa Joe
Nuufolau Joel Seanoa, meglio conosciuto con il ring name Samoa Joe (Contea di Orange, 17 marzo 1979), è un wrestler statunitense sotto contratto con la All Elite Wrestling.
È principalmente ricordato per la sua lunga militanza nella Total Nonstop Action Wrestling, federazione in cui ha lottato dal 2005 al 2015, dove ha detenuto una volta ciascuna il TNA World Heavyweight Championship, il TNA Television Championship e il TNA World Tag Team Championship (con Magnus) e cinque volte il TNA X Division Championship.
Ha anche lottato in WWE dal 2015 al 2022 dove ha detenuto due volte lo United States Championship e tre volte l'NXT Championship.
Nella All Elite Wrestling ha detenuto una volta l'AEW World Championship

## Carriera

### Circuito indipendente (2000–2002)
Joe si è dedicato allo sport sin da bambino: nei suoi anni liceali è stato infatti campione statale della California nel Judo ed è stato anche un ottimo giocatore di football; nel settembre del 1999 iniziò ad allenarsi nel wrestling nelle palestre della UIWA e il suo talento fu subito così evidente da spingere i suoi allenatori a farlo debuttare dopo soli tre mesi.
In men che non si dica il suo nome diventò famosissimo in tutta la California riuscendo ad ottenere un contratto con la Ultimate Pro Wrestling, ai tempi territorio di sviluppo della WWE: il suo breve stint nella UPW offrì degli spunti molto interessanti e tra i feud intrapresi dal giovane Joe spiccò su tutti quello col futuro WWE Champion e suo amico nella vita reale John Cena; Joe conquistò inoltre l'UPW Heavyweight Championship ed è tuttora il wrestler che ha detenuto tale titolo per più tempo.
Finito il suo periodo nella UPW, partì per il Giappone dove combatté per molti mesi nella ZERO ONE e nella New Japan Pro-Wrestling; non trascurò tuttavia la scena americana, infatti salì spesso sul ring della Pro Wrestling Guerrilla.

### Ring of Honor (2002–2005)
Al ritorno in pianta stabile negli Stati Uniti (nel 2002) Joe iniziò a combattere nella Ring of Honor; arrivò in sordina come "guardia del corpo" di Christopher Daniels ma in poco tempo conquistò il ROH World Championship (detenendolo in seguito per 21 mesi, record tuttora imbattuto nella federazione). Nel corso del suo regno di campione, la rivista Pro Wrestling Illustrated riconobbe ufficialmente il ROH Championship come "World Title"; ciò accadde quando Joe batté il campione FWA Zebra Kid in Inghilterra nel maggio 2003.

### Total Nonstop Action Wrestling (2005–2015)

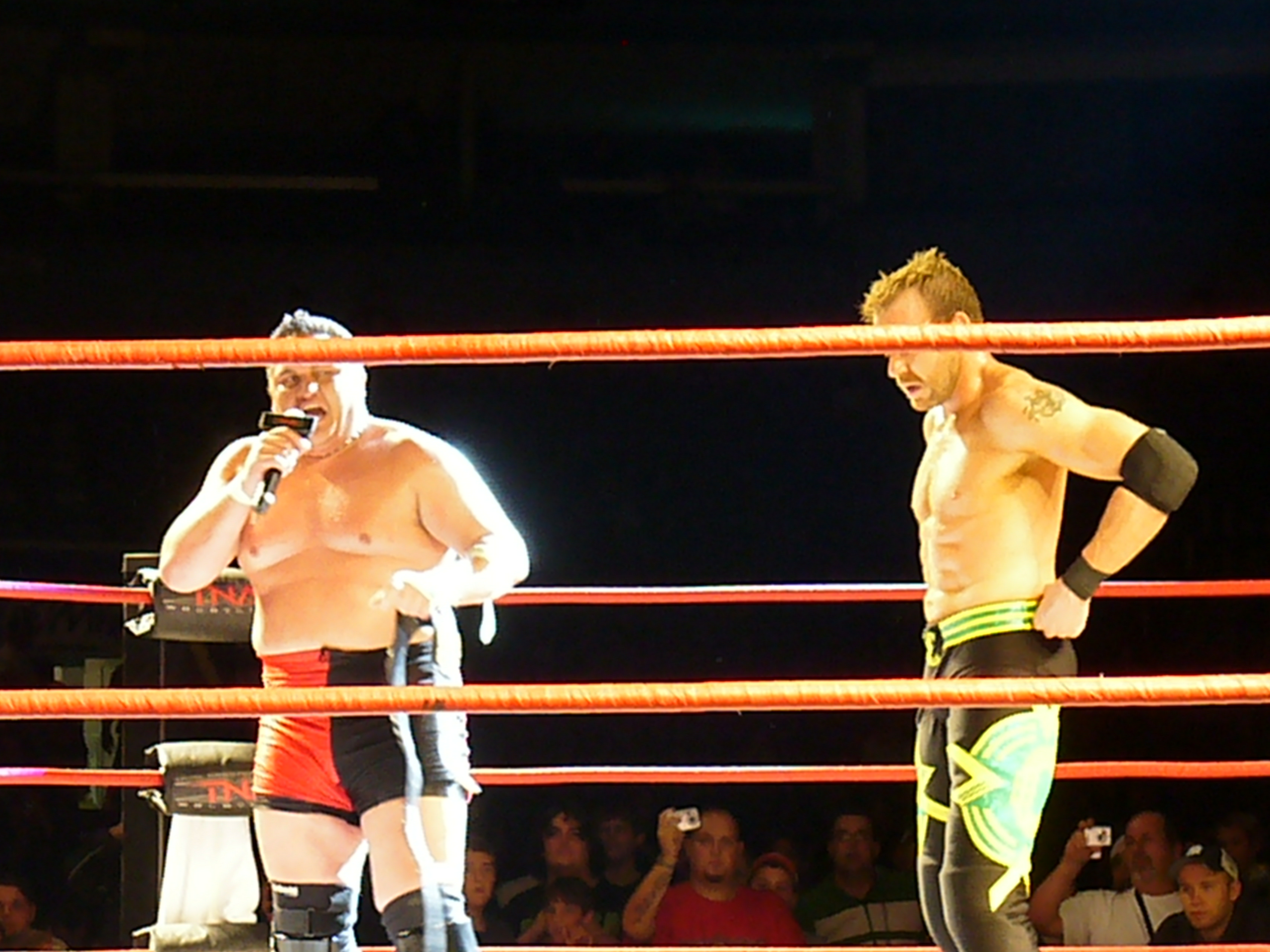
Samoa Joe insieme a Christian Cage nel 2008

Nel giugno del 2005 debuttò nella TNA con il soprannome di "The Samoan Submission Machine", vincendo il suo primo match contro Sonjay Dutt; questa fu la prima di una serie di vittorie che lo portarono alla conquista del titolo di TNA X Division Championship.
Il 15 luglio a Victory Road Joe sconfisse assieme a Kurt Angle il Team 3D, fino a quel momento TNA World Tag Team Champion. Per la particolare stipulazione del match, Samoa Joe divenne l'unico detentore della cintura, con la possibilità di decidere in seguito con quale wrestler difendere il titolo. Nella puntata successiva a Victory Road Joe si presentò nell'"iMPACT! Zone" con i titoli Tag Team e X-Division, sfidando Angle ad un "Winner Takes All Match" al pay-per-view Hard Justice. Joe perse il match ed entrambe le corone.
Nei mesi successivi intraprese una faida con Christian Cage. I due si affrontarono prima a No Surrender 2007, con vittoria di Cage per squalifica, quindi a Bound For Glory 2007, con vittoria di Joe per sottomissione. Nel tentativo di conquistare un posto per il "Fight For The Right Tournament", Joe lottò di nuovo contro Cage, salvo perdere il match a causa dell'intromissione di Robert Roode; la rivalità fra Roode e Joe terminò a Genesis 2007 con la vittoria di quest'ultimo.
Durante una puntata di Impact! in vista di Turning Point, Samoa Joe fu presentato come terzo membro del gruppo formato da Kevin Nash e Scott Hall, gruppo che avrebbe dovuto affrontare la Angle Alliance (A.J. Styles, Kurt Angle e Tomko). A Turning Point Scott Hall non si presentò e Samoa Joe si infuriò in diretta tv, effettuando un promo nel quale disse che nella TNA ci sono wrestlers che lavorano e si fanno il mazzo ogni settimana e poi ci sono anche alcune persone che credono di essere superstar e pensano di poter fare tutto quello che gli passa per la mente, quando e come vogliono. Il promo ebbe conseguenze di forte impatto sulla compagnia. Dopo il match, vinto da Joe, Nash e Eric Young quale sostituto di Hall, l'atleta samoano e Nash hanno avuto un acceso diverbio nel backstage, tanto di spingere la presidentessa della federazione Dixie Carter ad annunciare che chiunque si sentisse insoddisfatto del proprio status avrebbe potuto lasciare la federazione. Joe in seguito si scusò per l'attacco d'ira avuto.
Il 2008 si aprì con Samoa Joe ai ferri corti con la dirigenza che tentennava sul rinnovo contrattuale. Sfruttando anche il promo di Turning Point, Joe si lamentò con il Management Director Jim Cornette del suo stato nella compagnia e del fatto che lo stesso Cornette aveva promesso a Nash e ad Hall una title shot ai titoli di coppia, senza che questi avessero fatto qualcosa per meritarsela. Cornette annunciò che Joe avrebbe sostituito Hall in coppia con Kevin Nash e che i due avrebbero lottato per il Tag Team Championship a Final Resolution 2008 contro A.J. Styles e Tomko. Al pay-per-view, a match inoltrato, Nash abbandonò improvvisamente Joe sul ring da solo, lasciandolo in balia dei campioni di coppia che chiusero rapidamente la contesa.
Nelle settimane successive Joe cercò di avere un chiarimento da Nash riguardo a quanto successo a Final Resolution. Nash disse che Joe necessitava di una guida per capire il funzionamento del business, spingendolo ad allearsi con lui. Cornette quindi spinse perché Joe firmasse il contratto, ma l'atleta samoano rifiutò, insistendo sull'aumento salariale e su una title shot per il titolo massimo. Ad Against All Odds 2008 Joe svolse il ruolo di Special Guest Referee nel match per il TNA World Championship fra Christian Cage e Kurt Angle, match che vinto da Kurt Angle dopo varie interferenze di Styles e Tomko.
Nella puntata post Against All Odds Samoa Joe disse che prima di firmare il contratto e andare contro Kurt Angle per il titolo avrebbe dovuto distruggere la Angle Alliance e per far ciò il wrestler samoano si avvalse dell'aiuto di Nash e di Christian Cage. Nelle settimane successive le due fazioni si scontrarono a colpi di promo e a Destination X il team di Samoa Joe, Kevin Nash e Christian Cage sconfisse il team di Kurt Angle, A.J. Styles e Tomko.
A Lockdown, svoltosi il 13 aprile 2008, Samoa Joe ha conquistato per la prima volta il TNA World Heavyweight Championship battendo Kurt Angle; nell'occasione Joe è diventato terzo Triple Crown Champion della storia della TNA. Dopo 182 giorni di regno, ha perso il titolo il 12 ottobre a Bound for Glory contro Sting.
Viene infortunato da Scott Steiner. Torna nel 2009 con una nuova gimmick, con i capelli rasati a zero e la faccia dipinta; in quanto al carattere, è diventato senza scrupoli e arrabbiatissimo con la Main Event Mafia. A Lockdown si ritaglia uno spazio partecipando al match del team Jarrett, di cui faceva parte, contro il team Angle. A vincere fu il team Jarrett grazie ad AJ Styles. In alcune puntate successive allo Show, Joe è stato intravisto più volte parlare con un misterioso personaggio nel backstage.
Nonostante i tentativi di far ragionare Joe, da parte del suo amico Aj Syles, il samoano è deciso ad andare fino in fondo in quella che lui chiama "Nation of Violence", il nuovo "motto" di Samoa Joe, asserendo di non avere né volere l'amicizia di Aj.
Nella puntata successiva, Joe ha combattuto un match contro Eric Young, secondo la storyline, Eric avrebbe mancato di rispetto al Co-General Mager Mick Foley, il quale ha quindi sancito il suddetto match, ordinando all'arbitro di non squalificare samoa Joe per nessun motivo. Joe ha vinto il match in pochissimi minuti, chiudendo prima Eric nella sua famigerata Coquina Clutch e poi trascinandone il corpo privo di sensi (Eric è infatti svenuto durante la manovra di sottomissione di Joe) nel bagagliaio di un'auto che è subito partita via.
Ancora nella puntata successiva Mick Foley ha scatenato Joe contro il suo socio Jeff Jarret, neanche lì Joe ha mostrato alcuna pietà, questa volta però è stato squalificato dall'arbitro e ha iniziato una rissa con Aj Styles il quale era intervenuto per cercare di far ragionare Joe e impedire ulteriori danni a Jeff Jarret.
Alla PPV TNA Sacrifice svoltasi il 24 maggio 2009, Samoa Joe ha affrontato e sconfitto Kevin Nash.
A Slammiversary 2009, Joe si unisce alla Main Event Mafia, aiutando Angle a vincere il TNA World Heavyweight Championship. In seguito batterà Homicide e diventerà X Division Champion. L'8 ottobre 2009 perde il titolo contro Amazing Red grazie all'intervento di Bobby Lashley. A Bound for Glory 2009 viene sconfitto da Bobby Lashley in un Submission Only match. Nella puntata di TNA iMPACT del 21 gennaio 2010 effettua un turn face salvando Dangelo Dinero dall'attacco di AJ Styles e Ric Flair. Dopo aver perso un match contro Orlando Jordan, viene rapito (kayfabe) da uomini mascherati e da allora non si è saputo più nulla. Torna in TNA come membro del Team Hogan, sconfiggendo il Team Flair. A TNA No Surrender 2010 sconfigge insieme a Jeff Jarrett, Sting e Kevin Nash in un Tag Team Match. Inizia un feud con D'Angelo Dinero. A TNA Lockdown 2011 sconfigge D'Angelo Dinero. Mentre 2 settimane dopo sconfigge Brother Ray per via di un repentiglio roll up grazie all'interferenza di Brother DeVon. Inizia un feud contro Crimson e Matt Morgan che sfocerà in un 3 way match a Bound For Glory dove ad avere la meglio e Crimson. A Genesis nel match valido per i titoli di coppia detenuti da Matt Morgan & Crimson in coppia con Magnus non avranno la meglio. Ma nel PPV Against All Odds diventa per la seconda volta TNA World Tag Team Champion insieme a Magnus battendo Matt Morgan & Crimson. Si riconfermano campioni anche a Victory Road. Samoa Joe e Magnus iniziano così un feud con i rientranti Motor City Machine Guns. A Lockdown 2012 Samoa Joe e Magnus sconfiggono i Motor City Machine Guns in uno Steel Cage Match. Attualmente Joe e Magnus hanno un feud con Christopher Daniels e Kazarian, i due team si affronteranno a Sacrifice 2012 perdendo i titoli. Inizia un feud con Austin Aries quando costa il match a questi contro Crimson. A Slammiversary 2012 Samoa joe perde dopo un buon incontro contro Austin Aries. Nell'Impact successivo, prende il via la Bound For Glory series con un Gauntlet match dove il samoano viene eliminato per ultimo da un rientrante James Storm. Durante l'Impact del 21 giugno perde in un incontro valido per le Series ancora contro Storm. Alla PPV Destination X sconfigge dopo un match molto combattuto Kurt Angle che cede per sottomissione ottenendo abbastanza punti da raggiungere il primo posto nella Series. Sfortunatamente il 12 luglio perde contro Rob Van Dam che lo schiena con una roll-up in un match valido per la Series. Si rifà però la settimana dopo battendo tramite sottomissione D'Angelo Dinero.
Alla fine delle BFG series, si ritroverà assieme a Jeff Hardy, James Storm e Bully Ray tra i quattro finalisti. A vincere il BFG series però sarà Jeff Hardy. Riesce tuttavia a conquistare il vacante TNA Television Championship sconfiggendo Mr. Anderson.

### Ritorno in ROH (2015)
Non avendo rinnovato il contratto con la TNA, Joe lascia quindi la compagnia dopo 10 anni, per fare ritorno in ROH nel mese di marzo, firmando un accordo breve. Ridebutta in ROH durante lo speciale episodio di Las Vegas ROH 13th anniversary sfidando il vincitore del match a quattro per il ROH World Championship, che si è poi rivelato essere Jay Briscoe. Questi lo sconfigge a Supercard of Honor con il titolo in palio, chiudendo così il breve ritorno di Joe nella federazione che lo ha consacrato a wrestler di caratura internazionale.

### WWE (2015–2021)

#### NXT(2015–2017)

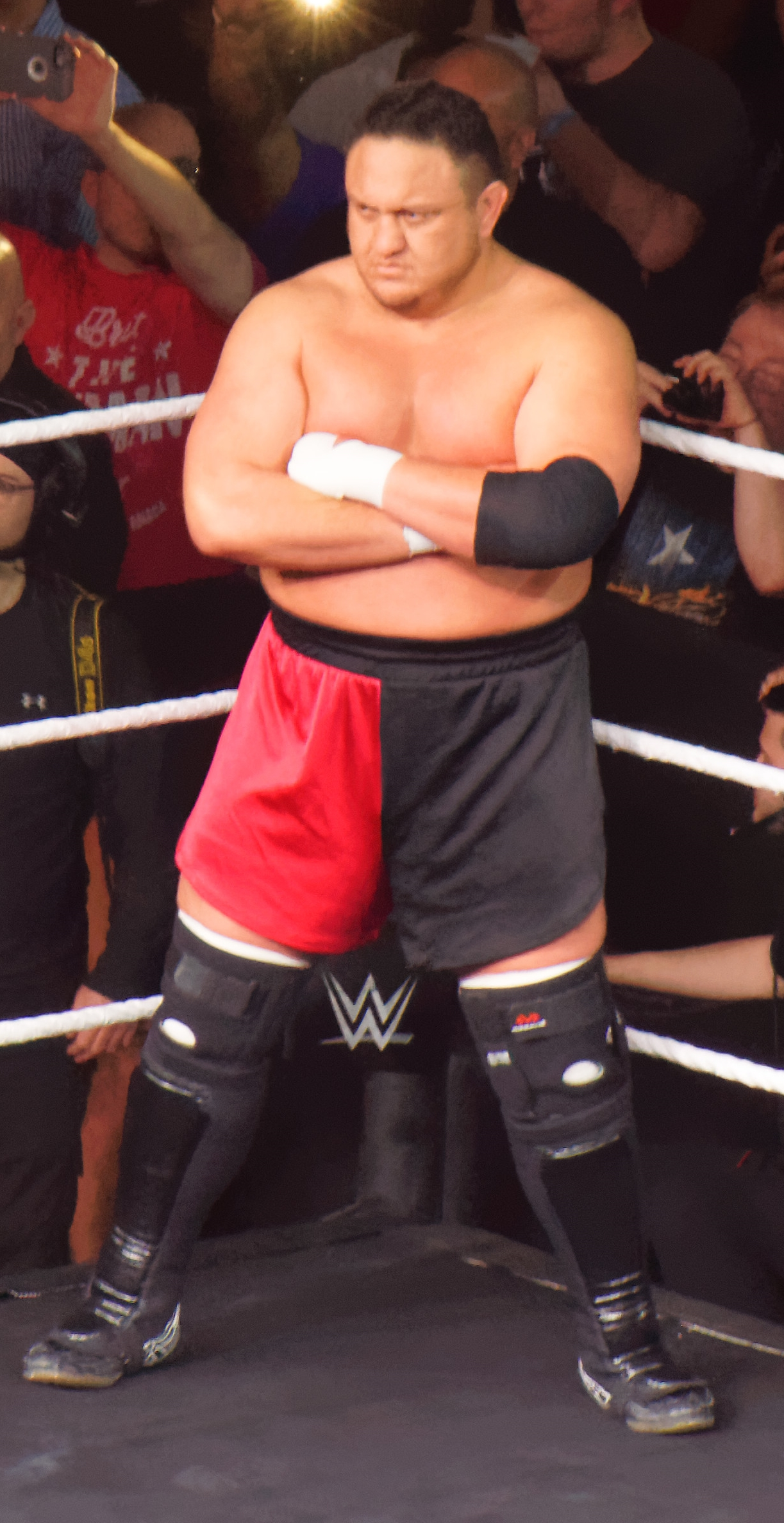
Samoa Joe ad NXT nel 2016

Il 20 maggio 2015, durante NXT TakeOver: Unstoppable Joe debuttò a sorpresa durante l'evento principale dopo aver fermato Kevin Owens, il quale stava attaccando l'infortunato Sami Zayn con una sedia d'acciaio. Mentre inizialmente a Joe venne permesso di continuare anche a lavorare al di fuori della WWE, il 1º giugno venne riferito che quest'ultima aveva deciso di ingaggiarlo per un contratto a tempo pieno, a causa delle sue imponenti vendite di merchandising. Joe fece il suo debutto sul ring il 10 giugno ad NXT sconfiggendo Scott Dawson. Dopo settimane di tensione tra Joe e Kevin Owens, i due si affrontarono nella puntata di NXT del 17 giugno dove però nessuno dei due riuscì a prevalere causa no-contest. A NXT TakeOver: Brooklyn, Joe sconfisse poi Baron Corbin. Successivamente, in vista del torneo Dusty Rhodes Tag Team Classic, Joe fece coppia con Finn Bálor, e i due sconfissero negli ottavi di finale i Lucha Dragons e nei quarti Enzo Amore e Colin Cassady. Nella semifinale, svoltasi il 7 ottobre a NXT TakeOver: Respect, Bálor e Joe sconfissero i Mechanics e, quella stessa sera, sconfissero in finale Baron Corbin e Rhyno vincendo così il torneo. Joe effettuò poi un turn heel attaccando Bálor e sfidandolo per l'NXT Championship a NXT TakeOver: London venendo sconfitto. Il 22 gennaio, a NXT, Joe partecipò ad un match per qualificarsi come sfidante all'NXT Championship contro Sami Zayn e Baron Corbin. Il risultato del match rimase sospeso a causa di una doppia sottomissione da parte di Zayn e Joe su Corbin. La decisione del risultato venne dal General Manager William Regal, e decise che Joe avrebbe Zayn in un 2-out-of-3 Falls match, e il vincitore avrebbe sfidato Bálor a NXT TakeOver: Dallas per il titolo massimo di NXT. Nella puntata di NXT del 9 marzo Joe trionfò su Zayn, ma a NXT Takeover: Dallas perse contro Bálor fallendo l'assalto al titolo. Il 21 aprile, in un live event a Lowell, Joe sconfisse Bálor conquistando l'NXT Championship. L'8 giugno, a NXT TakeOver: The End, Joe mantenne il titolo contro Bálor in uno Steel Cage match. Il 20 agosto Samoa Joe perse l'NXT Championship contro Shinsuke Nakamura a NXT TakeOver: Brooklyn II. Il 19 novembre Joe riuscì a riconquistare il titolo per la seconda volta sconfiggendo Nakamura a NXT TakeOver: Toronto, salvo poi perderlo ancora in favore di Nakamura ad un live event, svoltosi ad Osaka, il 3 dicembre, concludendo il suo regno durato appena due settimane. Successivamente Joe provò a riconquistare il titolo contro Nakamura in uno Steel Cage match durante un evento dal vivo a Melbourne ma venne sconfitto.

#### Opportunità titolate (2017–2018)

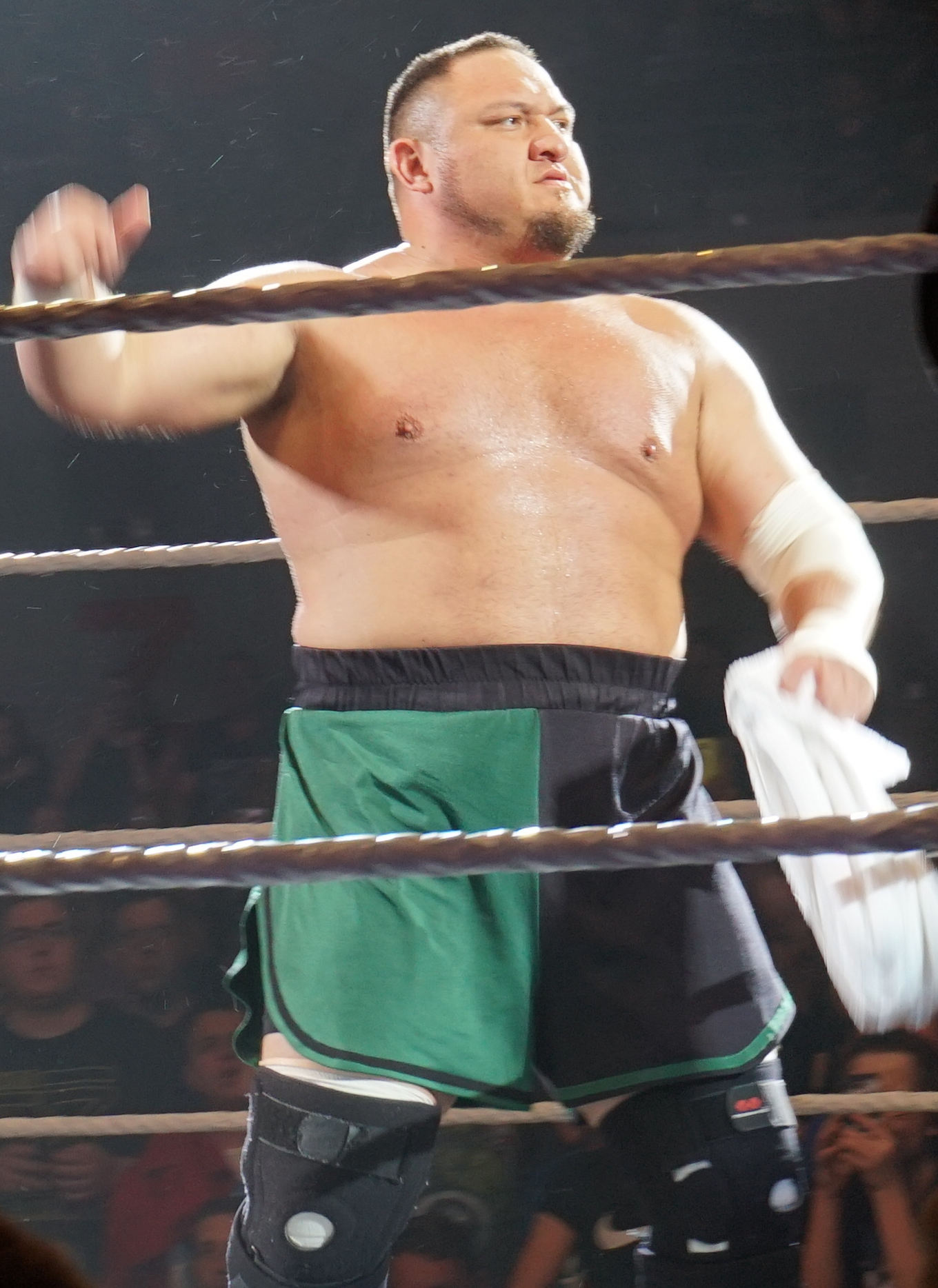
Samoa Joe nel 2017

Joe debuttò nel main roster nella puntata di Raw del 30 gennaio 2017, attaccando a sorpresa Seth Rollins dopo che questi aveva avuto un confronto con Triple H. Il debutto ufficiale di Joe avvenne nella puntata di Raw del 6 febbraio, dove sconfisse Roman Reigns grazie all'intervento di Braun Strowman. Il 5 marzo, a Fastlane, Joe sconfisse Sami Zayn per KO tecnico. Il 30 aprile, a Payback, Joe venne sconfitto da Seth Rollins, subendo la prima sconfitta per schienamento nel main roster. Il 4 giugno, a Extreme Rules, Joe vinse un Extreme Rules Fatal 5-Way match che includeva anche Bray Wyatt, Finn Bálor, Roman Reigns e Seth Rollins per TKO, diventando lo sfidante all'Universal Championship di Brock Lesnar. Il 9 luglio, a Great Balls of Fire, Joe venne sconfitto da Lesnar, fallendo l'assalto all'Universal Championship. Nella puntata di Raw del 17 luglio il match tra Joe e Roman Reigns per determinare lo sfidante all'Universal Championship per SummerSlam terminò in no-contest a causa dell'intervento di Braun Strowman. Il 20 agosto, a SummerSlam, Joe prese parte ad un Fatal 4-Way match per l'Universal Championship assieme al campione Brock Lesnar, Braun Strowman e Roman Reigns ma fu il campione a vincere mantenendo il titolo. Dopo essersi sottoposto ad un intervento chirurgico di pulizia del ginocchio, che lo tenne fuori dalle scene per circa due mesi, Joe tornò nella puntata di Raw del 30 ottobre dove sconfisse Apollo Crews. Il 19 novembre, a Survivor Series, Joe prese parte al 5-on-5 Traditional Survivor Series Elimination match contro il Team SmackDown ma venne eliminato da John Cena. Nella puntata di Raw del 25 dicembre Joe affrontò Roman Reigns per l'Intercontinental Championship ma vinse per squalifica, senza dunque il cambio di titolo. Nella puntata di Raw del 1º gennaio Joe affrontò nuovamente Reigns per il titolo intercontinentale ma venne sconfitto. In seguito, Joe riportò un infortunio alla fascia plantare del piede che lo costrinse ad uno stop durato circa tre mesi.

#### United States Champion e varie faide (2018–2021)
Fece il suo ritorno nella puntata di Raw del 9 aprile, il giorno dopo WrestleMania 34, sfidando Roman Reigns per un match a Backlash. Con lo Shake-up del 17 aprile 2018 Joe passò al roster di SmackDown. Il 27 aprile, a Greatest Royal Rumble, Joe partecipò ad un Ladder match per l'Intercontinental Championship che includeva anche Finn Bálor, The Miz e il campione Seth Rollins, ma il match venne vinto da quest'ultimo. Il 6 maggio, a Backlash, Joe venne sconfitto da Roman Reigns. Nella puntata di SmackDown del 29 maggio vinse un Triple Threat match di qualificazione al Money in the Bank Ladder match che includeva anche Big Cass e Daniel Bryan. Il 17 giugno, a Money in the Bank, Joe partecipò al match omonimo insieme a Bobby Roode, Braun Strowman, Finn Bálor, Kevin Owens, Kofi Kingston, The Miz e Rusev ma il match venne vinto da Strowman. Nella puntata di SmackDown del 19 giugno Joe partecipò ad un Gauntlet match per determinare lo sfidante al WWE Championship di AJ Styles ma venne eliminato per count-out da Daniel Bryan. Il 19 agosto, a SummerSlam, Joe affrontò AJ Styles per il WWE Championship ma lo sconfisse per squalifica (e senza dunque il cambio di titolo). Il 16 settembre, a Hell in a Cell, Joe affrontò nuovamente Styles per il WWE Championship ma venne sconfitto nonostante un finale controverso. Il 6 ottobre, a Super Show-Down, Joe affrontò Styles per la terza volta in un No Disqualification match per il WWE Championship ma venne sconfitto. Il 2 novembre, a Crown Jewel, Joe affrontò per una quarta volta Styles per il WWE Championship ma perse. Il 18 novembre, a Survivor Series, Joe prese parte al 5-on-5 Elimination match come parte del Team SmackDown contro il Team Raw ma venne eliminato per primo da Drew McIntyre. Nella puntata di SmackDown del 1º gennaio 2019 Joe sconfisse Jeff Hardy qualificandosi al Fatal 5-Way match per determinare lo sfidante al WWE Championship più avanti nella serata; tale match, che comprendeva anche AJ Styles, Mustafa Ali, Randy Orton e Rey Mysterio venne tuttavia vinto da Styles. Il 27 gennaio, alla Royal Rumble, Joe partecipò al match omonimo entrando col numero 8 ma venne eliminato da Mustafa Ali. Il 17 febbraio, a Elimination Chamber, Joe partecipò all'omonimo match per il WWE Championship che comprendeva anche il campione Daniel Bryan, AJ Styles, Jeff Hardy, Kofi Kingston e Randy Orton ma venne eliminato da Styles. Nella puntata di SmackDown del 5 marzo Joe vonse lo United States Championship, il suo primo titolo in WWE, in un Fatal 4-Way match che includeva il campione R-Truth, Andrade e Rey Mysterio. Il 10 marzo, a Fastlane, Joe difese il titolo statunitense in un Fatal 4-Way match contro Andrade, R-Truth e Rey Mysterio. Il 7 aprile, a WrestleMania 35, Joe difese la cintura statunitense contro Rey Mysterio, vincendi per TKO in un match durato appena un minuto. Il 22 aprile Joe passò al roster di Raw per effetto del Draft, e con lui anche lo United States Championship; quella stessa sera, Joe partecipò ad un Triple Threat match che comprendeva anche AJ Styles e Rey Mysterio per determinare lo sfidante di Seth Rollins per l'Universal Championship ma il match venne vinto da Styles. Il 19 maggio, a Money in the Bank, Joe perse il titolo in poco meno di due minuti contro Rey Mysterio dopo 75 giorni di regno. Nella puntata di Raw del 3 giugno Joe ricevette il titolo da Mysterio, il quale aveva subito un infortunio alla spalla, oltre allo schienamento non legale avvenuto a Money in the Bank. Il 23 giugno, a Stomping Grounds, Joe perse la cintura contro Ricochet dopo 20 giorni di regno. Il 14 luglio, a Extreme Rules, Joe affrontò Kofi Kingston per il WWE Championship ma venne sconfitto.
Nella puntata speciale Raw Reunion del 22 luglio Joe venne sconfitto da Roman Reigns. Nella puntata di Raw del 19 agosto Joe sconfisse Cesaro nel primo ottavo di finale del torneo del King of the Ring. Nella puntata di Raw del 2 settembre il match tra Samoa Joe e Ricochet nei quarti di finale del King of the Ring terminò in doppio schienamento. Nella puntata di Raw del 9 settembre Joe ha affrontò poi Baron Corbin e Ricochet in un Triple Threat match di qualificazione alla finale del King of the Ring ma il match venne vinto da Corbin. Dopo un periodo di inattività per via di un infortunio alla mano, Joe divenne uno dei commentatori di Raw. Nella puntata del 23 dicembre venne brutalmente attaccato dagli AOP per ordine di Seth Rollins, venendo schiantato sul tavolo di commento. Joe tornò poi nella puntata di Raw del 30 dicembre aiutando Kevin Owens contro Seth Rollins e gli AOP, effettuando un turn-face. Il 26 gennaio, alla Royal Rumble, Joe partecipò al match omonimo entrando col numero 29 ma venne eliminato da Seth Rollins. Nella puntata di Raw del 27 gennaio Joe e Kevin Owens affrontarono Buddy Murphy e Seth Rollins per il Raw Tag Team Championship ma vennero sconfitti. Il 25 febbraio venne annunciato che Joe era stato sospeso per trenta giorni per una violazione del Wellness Program. In seguito, dal 27 aprile, Joe tornò nel ruolo di commentatore di Raw.
Il 15 aprile 2021 la WWE, tramite il suo account Twitter, annunciò il licenziamento di Joe.

#### Ritorno aNXT(2021–2022)
Pochi mesi dopo venne riassunto per volere di Triple H, e nella puntata di NXT del 15 giugno Joe fece il suo ritorno rifiutando il ruolo di general manager dello show offertogli da William Regal, dato che questi stava perdendo il controllo e il rispetto di molti wrestler. Joe rifiutò e, invece, propose di diventare il suo enforcer. La stessa sera, nel tentativo di sedare la rissa tra Kyle O'Reilly e Adam Cole, quest'ultimo lo strattonò e Joe lo fece svenire con la sua Coquina Clutch.
Il 22 agosto 2021, a NXT TakeOver 36, sconfisse Karrion Kross conquistando così l'NXT Championship per la terza volta in carriera.
Il 12 settembre dopo 21 giorni di regno Joe rese vacante l'NXT Championship per infortunio.
Il 6 gennaio 2022 venne nuovamente licenziato.

### All Elite Wrestling (2022–presente)
Tornò a sorpresa all'evento Supercard of Honor della Ring of Honor appena rilevata dalla All Elite Wrestling. Dopo il pay-per-view il presidente Tony Khan annunciò la sua firma con la AEW.
Debuttò nella puntata di Dynamite del 6 aprile sconfiggendo Max Caster e qualificandosi per il Mens Owen Hart Tournament.
Il 13 aprile a Dynamite conquistò per la prima volta il carriera il ROH World Television Championship detenuto da Minoru Suzuki.

## Vita privata
Si è sposato il 27 giugno 2007 ed è un grande amico di CM Punk, AJ Styles, Rob Van Dam, Christopher Daniels, John Cena e Homicide.
Si allena molto spesso nella palestra L.A. Boxing di Costa Mesa, in California, praticando muay thai, judo e jiu jitsu brasiliano.

## Personaggio

### Mosse finali

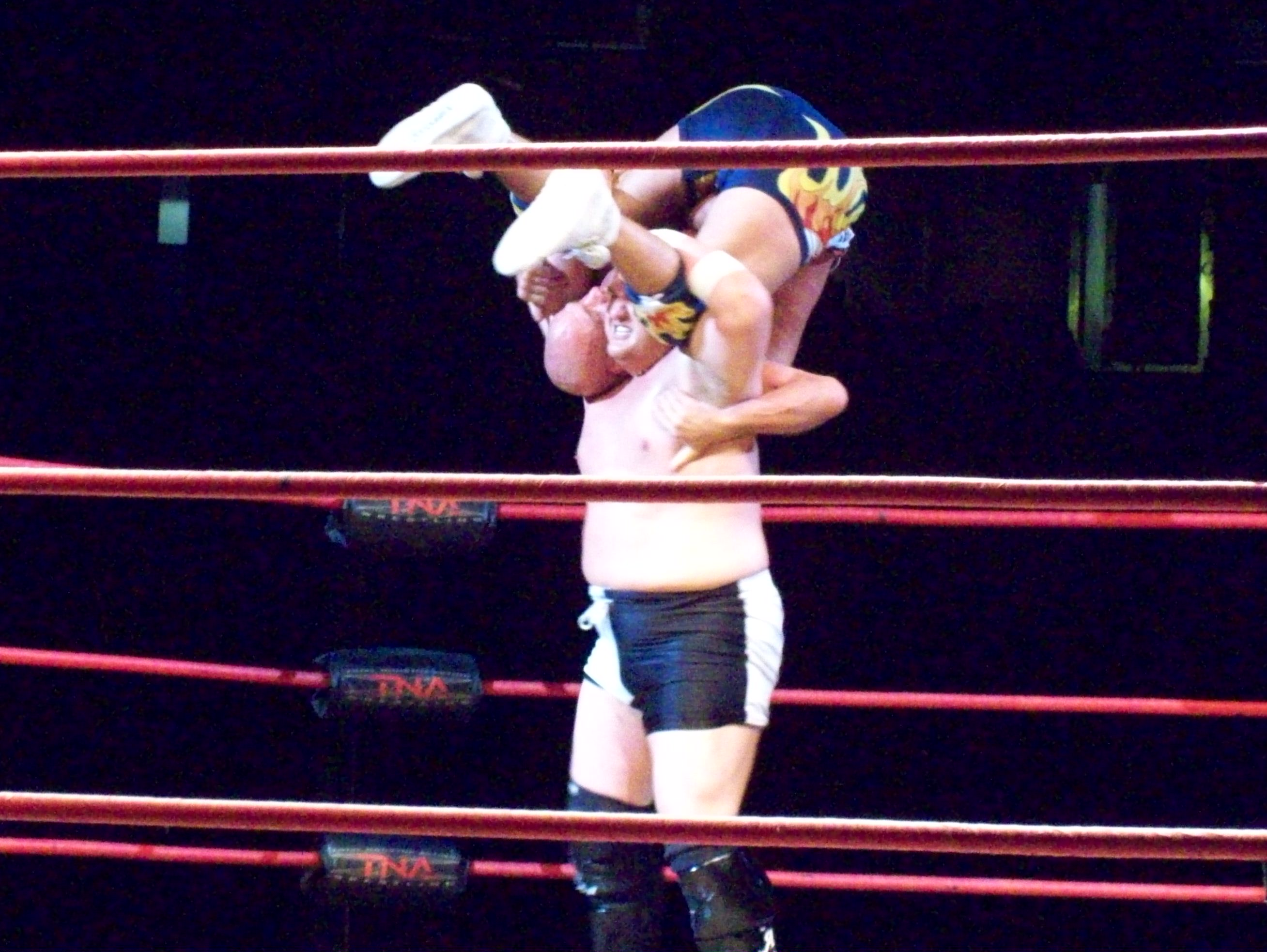
Samoa Joe mentre esegue la Muscle buster su Kurt Angle

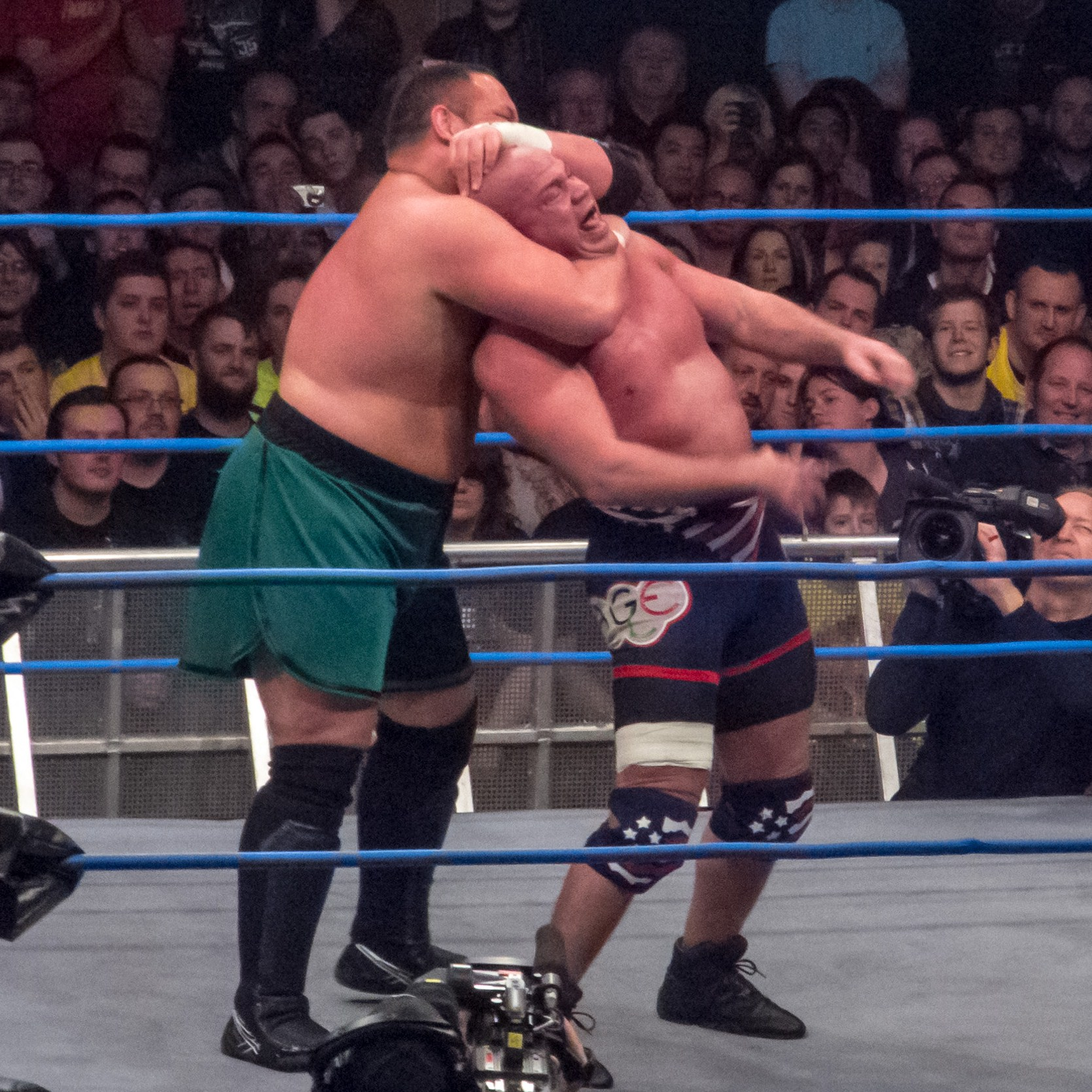
Samoa Joe mentre applica la Coquina Clutch su Kurt Angle

- CCS Enzuigiri (Enzuigiri su un avversario all'angolo)
- Chimera-Plex (German suplex, seguito da un dragon suplex e un bridging straight jacket suplex)
- Coquina Clutch (Rear naked choke, a volte modificata in un suplex)
- Island Driver (Sitout high-angle side powerslam a volte dalla seconda corda, o modificata in una Over the shoulder reverse piledriver)
- Muscle buster, a volte dalla seconda corda

### Soprannomi
- "The Destroyer"
- "The Samoan Submission Machine"
- "The Samoan Suplex Machine"
- "The Samoan Submission Specialist"
- "The Nation of Violence"
- "The King of Television"

## Titoli e riconoscimenti
- All Elite Wrestling
  - AEW TNT Championship (2)
  - AEW World Championship (1)[2]

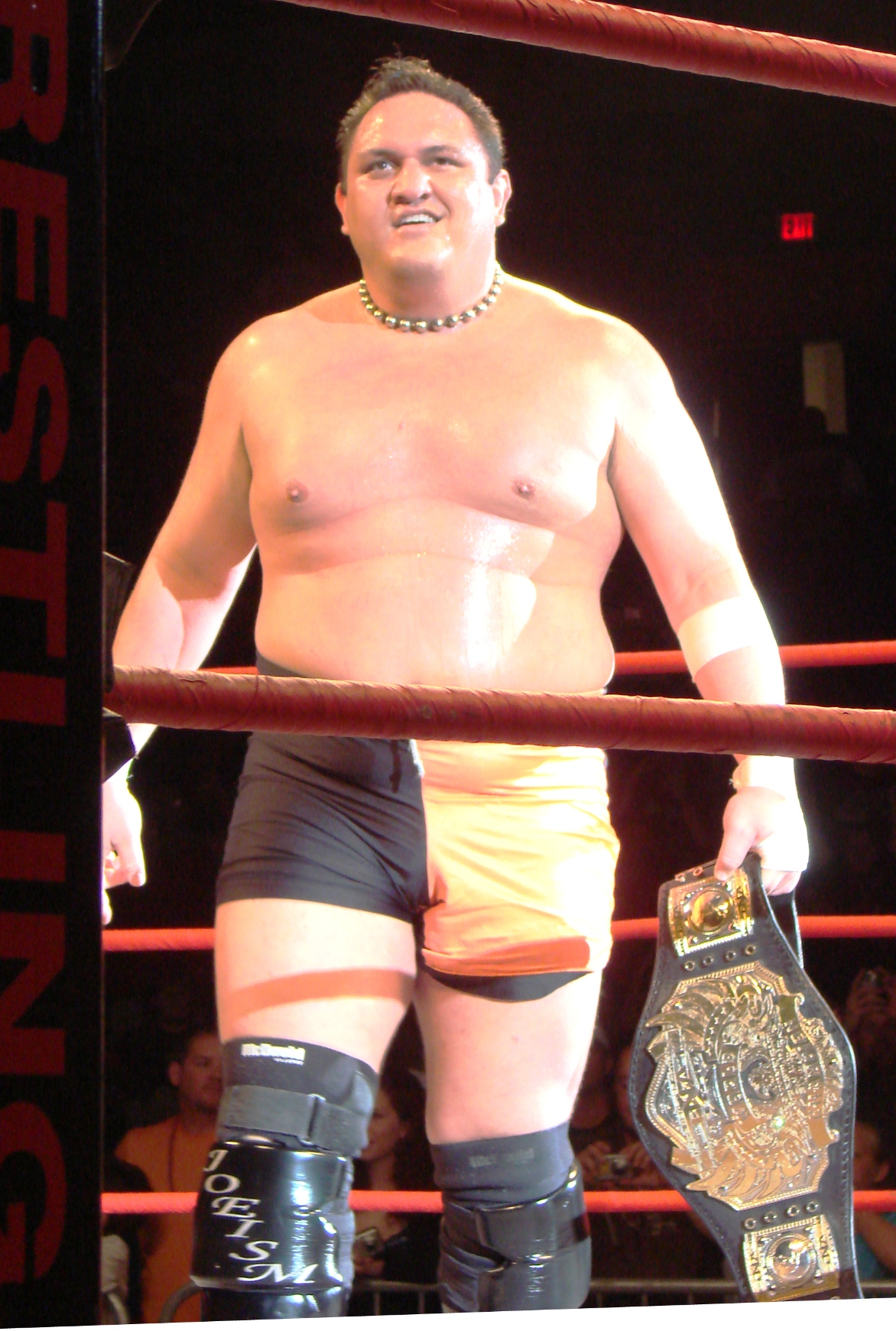
Samoe Joe con il TNA World Heavyweight Championship, titolo che ha detenuto una volta

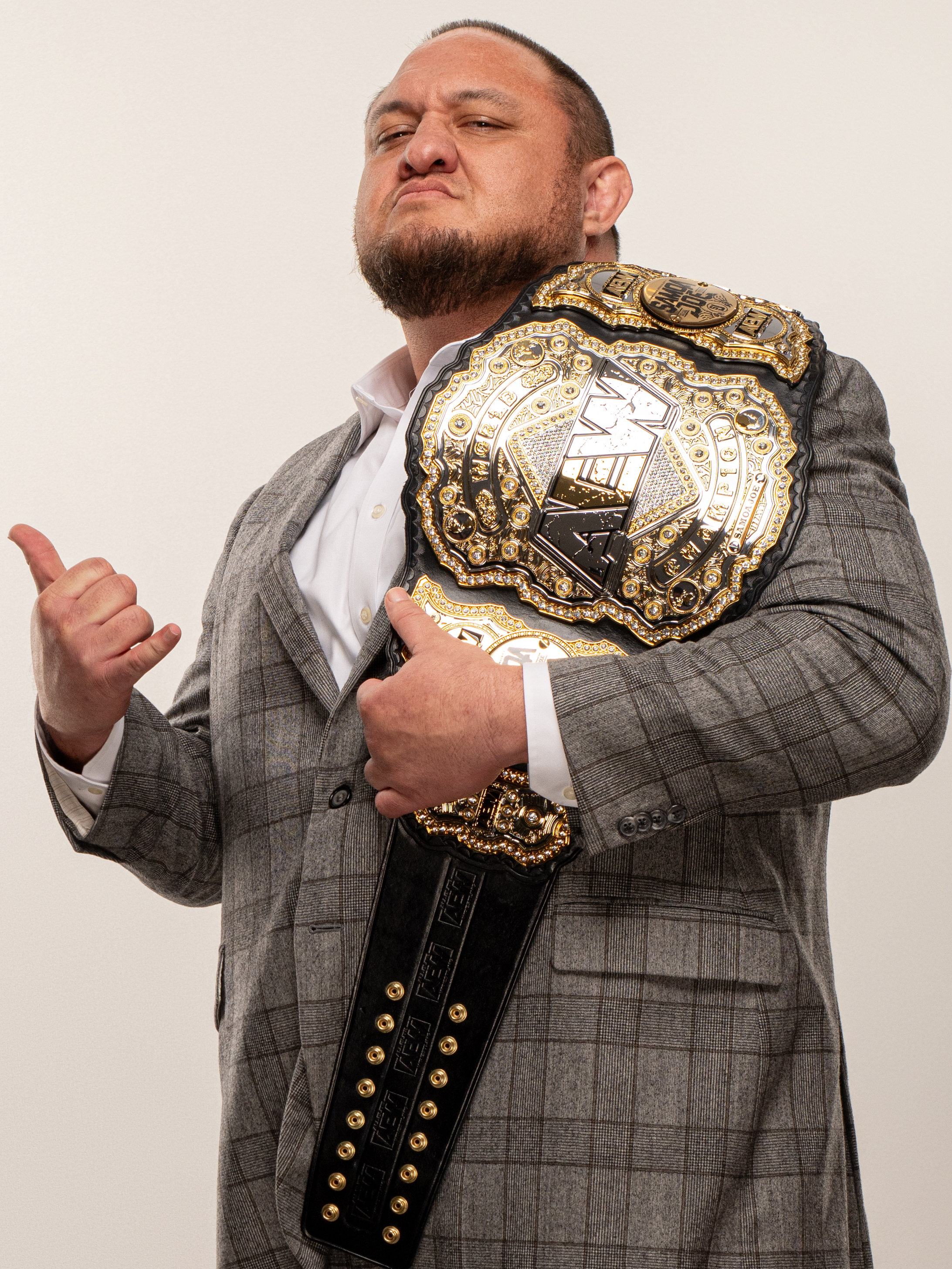
Samoe Joe con l'AEW World Championship, titolo che ha detenuto una volta

  - AEW World Trios Championship (1) - con Katsuyori Shibata e Powerhouse Hobbs
- Ballpark Brawl
  - Natural Heavyweight Championship (1)
- German Wrestling Association
  - GWA Heavyweight Championship (1)
- Lucha Libre AAA Worldwide
  - Tag Team Tournament (2004) – con A.J. Styles, Homicide e Low Ki
- Pro Wrestling Illustrated
  - Most Popular Wrestler of the Year (2006)
  - Feud of the Year (2007) - vs. Kurt Angle
  - 4º tra i 500 migliori wrestler singoli nella PWI 500 (2008)
- Pro Wrestling Noah
  - GHC Tag Team Championship (1) – con Magnus
- Pure Wrestling Association
  - PWA Pure Wrestling Championship (1)
- Ring of Honor
  - ROH World Championship (1)
  - ROH World Television Championship (1)
  - ROH Pure Championship (1)
  - ROH Hall of Fame (classe del 2022)[16]
- Rolling Stone
  - Most Improbably Awesome Match of the Year (2017) - Team Raw vs. Team SmackDown a Survivor Series
- SoCal Uncensored
  - Rookie of the Year (2000)
- Total Nonstop Action Wrestling
  - TNA X Division Championship (5)
  - TNA World Tag Team Championship (2) – con Magnus (1) e da solo (1)
  - TNA Television Championship (1)
  - TNA World Heavyweight Championship (1)
  - TNA Triple Crown Champion
  - TNA Grand Slam Champion
- Twin Wrestling Entertainment
  - TWE Heavyweight Championship (1)
- Ultimate Pro Wrestling
  - UPW No Hold Barred Championship (2)
  - UPW Heavyweight Championship (1)
- United Independent Wrestling Alliance
  - UIWA Tag Team Championship (2)
- WWE
  - NXT Championship (3)
  - WWE United States Championship (2)
  - Dusty Rhodes Tag Team Classic (edizione 2015) – con Finn Bálor
- Wrestling Observer Newsletter
  - Best Brawler (2005, 2006)
  - Match of the Year (2005) - vs. Kenta Kobayashi a ROH: Joe vs. Kobashi
  - Most Outstanding Wrestler (2005)